# Diulo
Diulo (en griego Δίυλλος) o Díilo  escribió una historia universal entre los años 357– 297 a. C. Probablemente era hijo de Fanodemo el atidógrafo, un cronista de la historia local de Atenas y el Ática. Su obra estaba dividida en veintiséis libros de los que solamente cuatro fragmentos han llegado hasta época moderna. Tanto Diodoro Sículo como Plutarco lo valoraron como una autoridad competente.